# 한성렬
한성렬(1954년 6월 17일~2019년 2월 19일)은 조선민주주의인민공화국의 전 외무성 부상이다. 

## 생애
1954년 북한에서 태어났으며, 김일성종합대학 정치경제학과를 졸업하였다. 
외무성에 입부한 이후 외무성 북미과, 군축평화연구소 등에서 근무하였다. 1993년에 유엔 주재 북한대표부 공사로 근무하였으며, 1997년에는 외무성 미주국 부국장을 역임하였다. 그는 2002년부터 2006년까지 유엔 주재 북한 대표부 차석대사를 역임하였으며, 제4차 및 5차 6자회담에 북측 대표로 나오기도 하였다.
주유엔 북한대표부 차석대사 시절, 그는 당시 빌 리처드슨 주지사를 만나기 위해 뉴멕시코주를 방문한 적이 있으며, 북한과 미국은 미수교국이였기 때문에 한성렬 공사는 뉴멕시코 방문 신청서를 별도로 작성해야 했다.
2015년 2월 북한 외무성 북미국 국장으로 임명되었으며, 2016년에는 외무성 부상으로 승진하여, 미국 담당 부상직을 지냈다.

## 숙청설
대한민국에서는 한성렬이 간부급 외무성 간부 5명과 함께 혁명가라는 이유로 처벌을 받고, 현재 함경남도 군덕광산에서 사상훈련을 받고 있다는 보도가 있다. 아울러, 통일부가 발간한 2019년 북한인명록에서도 그의 이름이 삭제됐다. 그가 몰락한 이유는 자신이 김정은 국무위원장에게 제출한 북미 정상회담 제안으로 인해 비난을 받았고, 2013년에 숙청된 장성택 사건에 한성렬의 친인척들이 연루됐기 때문인 것으로 추측된다.
2024년 7월 중순에 탈북한 리일규 참사에 따르면, 미국 간첩이라는 누명을 쓰고 강건종합군관학교에서 총살되었다고 한다.

## 경력
- 외무성 미국 담당 부상
- 주유엔 북한 대표부 차석대사
- 주유엔 북한 대표부 공사
- 외무성 북미과 과장